# Трагедія села Красний Сад
Трагедія села Красний Сад — масове вбивство 104 жителів західноволинського села Красний Сад, скоєне 19 квітня 1943 року німецькою поліцією, в яку входили й місцеві поляки. Від села залишилося згарище. Вижили випадково тільки 13 красносадівців.
Красний Сад став епіцентром спланованої антиукраїнської німецько-польської каральної акції на території нинішнього Горохівського і прилеглої до нього частини Луцького районів навесні 1943 р.

## Історія
Село Красний Сад існувало біля села Михлин Горохівського району Волинської області. Воно виникло як колонія наприкінці ХІХ ст., коли недавні кріпаки дістали змогу купувати землю, оселятися на ній і хазяйнувати. Архівний документ від 1906 року свідчив, що тоді в колонії Красний Сад Луцького повіту «було 16 дворів, 110 жителів», а ще «були 1 мировий посередник та 2 мирових суддів». Село вважалося багатим.
Переслідування поляками жителів Красного Саду почалися тоді, коли замість української допоміжної поліції, яка на початку 1943 року перейшла в УПА, німці утворили поліцію польську.
19 квітня 1943 р. близько 10-ї ранку село оточили військовики, одягнені в нацистську форму. Це була спільна каральна акція польських поліцаїв і гітлерівців. Напад, як свідчать очевидці, почався раптово. Першими загинули чоловіки, які були на ланах. Карателі пересувалися по Красному Саду невеличкими групками, щоб нічим його не стривожити. Перші п'ять сімей, що трапилися на їхньому шляху, загнали у клуню одного господаря і потайки стратили. Далі йшли від двору до двору, заводили до клунь усіх, кого знаходили в хатах і на подвір'ях, наказували лягати ницьма в рядок. Потім німець стріляв у когось із пістолета з глушником, а поляки-поліцаї, озброєні не оснащеними глушниками гвинтівками, орудували хто багнетом, а хто узятими з-під хліва вилами. Зі 116 жителів загинули 103, а сто четвертим став мешканець сусіднього села Бережанки, опинившись у час масової страти в Красному Саду. Серед знищених були діти: 20 — шкільного віку, 8 — дошкільнят і одне дев'ятимісячне немовля. З усіх тих, хто на той час був у Красному Саду, зокрема й найманих робітників, від загибелі врятувалося не більш ніж десятеро. І лише завдяки відомому німецькому педантизмові дві селянські садиби розправа оминула. Так, Оксенія Павлова заговорила до гітлерівця, який зайшов на її подвір'я разом із поляками, чесько-німецьким суржиком, сказавши йому, що чешка, і той звелів її сім'ю та оселю не чіпати. А біля садиби Митрофанюків німець побачив табличку з написом «Михлин» і зробив висновок, що садиба належить до сусіднього села, а, отже, під екзекуцію не підпадає. Ці факти підтверджують: каральна акція велася тільки проти українців і мала б торкатися лише Красного Саду. Хоча це не завадило полякам того ж дня знищити 8 українських сімей, а серед них і сім'ю Мельничуків, які проживали в сусідньому чеському селі Чорний Ліс.
Два дні поляки вивозили кіньми майно красносадівців до Анджеювки (польської колонії біля нинішньої Бережанки, яка від початку 1943 р. була збройним опорним пунктом гітлерівської окупаційної влади та колаборантської польської самооборони, на що вказує і «Кресова книга справедливих»), Угринова та Скірча. Розбирали навіть деякі хати та господарські будівлі. На третю добу підпалили село, і Красний Сад назавжди зник із карти України.
Трагедія цього населеного пункту перекреслює тези поляків про відплатні акції Армії Крайової, оскільки відправною точкою українсько–польського конфлікту прийнято вважати липень 1943 р.
18 квітня 2012 р. на спільній могилі жертв відкрито і освячено величний пам'ятник зі свічею і списком усіх загиблих. Біля нього в 75-ті роковини трагедії священики УПЦ (КП) та римо-католицької церкви провели молебень.